# Campaña Admirable
Simon Bolívars Campaña Admirable (deutsch Bewunderungswürdiger Feldzug) 1813 in Venezuela ist einer von zwei Feldzügen, die die nach ihren erfolgreichen Abschlüssen die Errichtung der Zweiten Republik Venezuela ermöglichten. Ohne die von Santiago Mariño in Ostvenezuela geführte Kampagne wäre ein Erfolg von Bolívar nicht möglich gewesen, da der spanische Oberbefehlshaber Domingo Monteverde seine Truppen aufteilen musste. Der Feldzug fand im Rahmen der Unabhängigkeitskriege in Venezuela gegen die spanische Krone von 1810 bis 1823 statt.

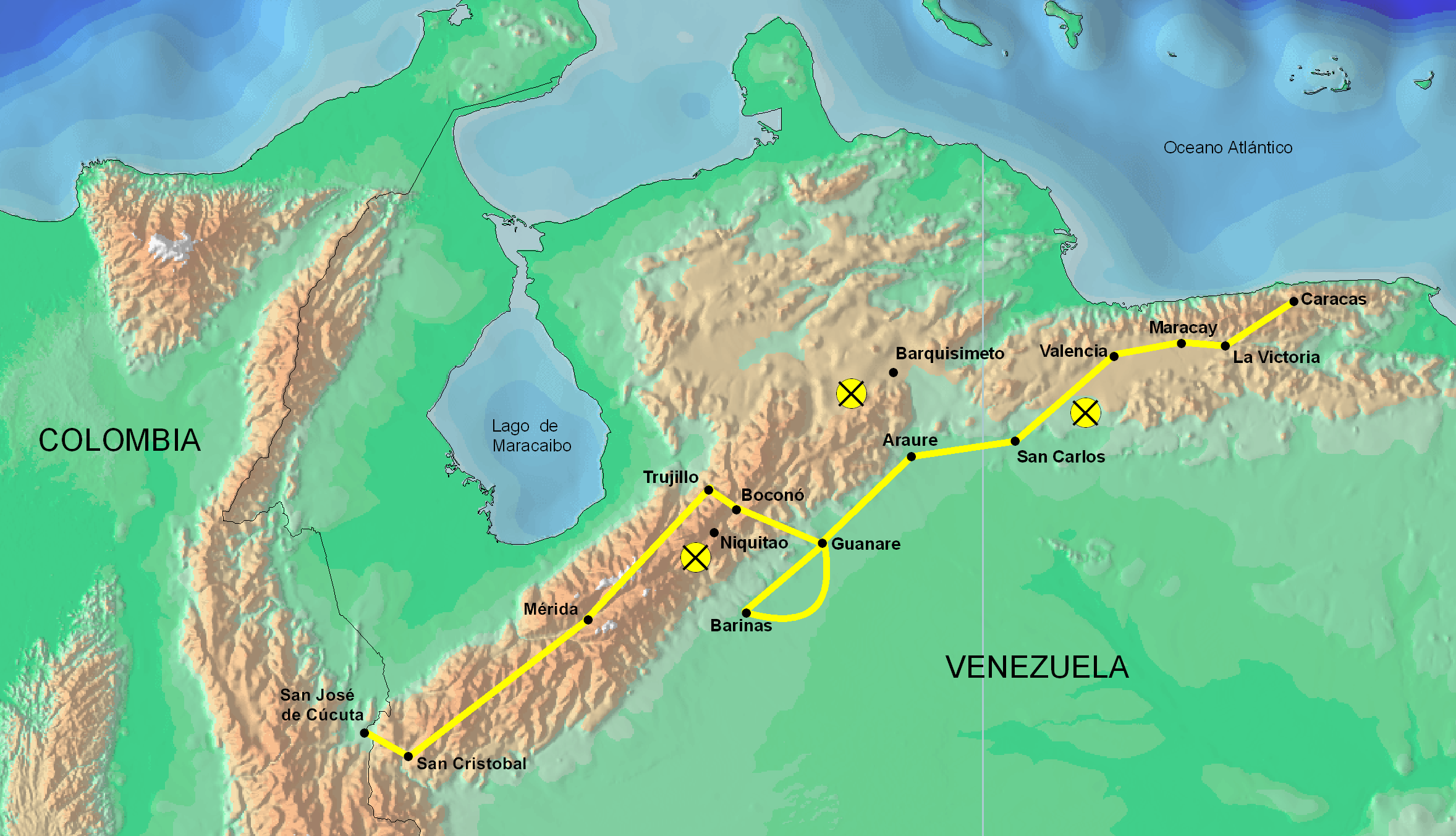
Route des Feldzugs von 1813, von Cúcuta nach Caracas

## Vorgeschichte
Nach der Zerschlagung der Ersten Republik Venezuela, flohen viele venezolanische Patrioten nach Neugranada. Bolívar, der ziemlich spät in Cartagena de Indias eintraf, erhielt von der dortigen Provinzregierung lediglich das Mandat Truppen zur Verteidigung des oberen Rio Magdalena auszuheben. Eigenmächtig führte er ab Ende 1812 den Magdalena-Feldzug gegen die Spanier von Santa Marta. Seine Erfolge gestatten es ihm, bis auf die kolumbianische Ostkordillere vorzustoßen.
San José de Cúcuta, auf der neugrenadiner Seite der Grenze zu Venezuela, war Anfang Januar von dem aus Maracaibo gekommenen Ramón Correa y Guevarra für die Royalisten besetzt worden. Die Grenzsicherung der Provinz Pamplona oblag Manuel Castillo y Rada (mit seinem Stabschef Francisco de Paula Santander). Castillo y Rada hatte den Vormarsch der Spanier nicht aufhalten können und hatte sich nach Piedecuesta, 15 Kilometer südöstlich von Bucaramanga, zurückgezogen. Ohne auf die von Castillo y Rada vorgeschlagene Verteidigungsstrategie einzugehen, marschierte Bolívar, numerisch unterlegen, auf die Spanier und eroberte am 27. Februar Cúcuta zurück. Die Spanier flohen zurück nach Venezuela in Richtung Nordnordosten.
Der Kongress der neugrenadiner Union (s. Erste Republik Kolumbien) beförderte Bolívar zum Brigadegeneral und unterstellte ihm die Grenzsicherung, die er offensiv gestaltete. Ein Sieg von Castillo y Rada im venezolanischen La Grita, etwa 55 Kilometer nordöstlich von Cúcuta im April, vertrieb Correa aus der Grenzregion. Damit hatte Bolívar seinen Auftrag der Grenzsicherung erfüllt und bereitete einen Feldzug in seine Heimat vor, für die er am 7. Mai vom Kongress der Union lediglich eine begrenzte Vollmacht bis Mérida und Trujillo erhalten hatte.

## Der Beginn des Feldzugs
Bolívar verfügte zwar nur über 500 Soldaten, aber er hatte reichlich Waffen und Munition erhalten, um sein Heer auf dem Weg aufzustocken. Außerdem erhielt er ein Truppenkontingent der im neugrenadiner Bürgerkrieg unterlegenen Föderalisten mit einigen hervorragenden Offizieren. Die ersten 150 Mann rekrutierte er in Grenzregion um Cúcuta. Er machte Rafael Urdaneta zu seinem Stabschef, betraute Atanasio Giradot mit der Vorhut und José Felix Ribas mit der Nachhut. Am 14. Mai brach die Nachhut aus Cúcuta auf. An diesem Tag begann die Vorhut von La Grita den Marsch nach Mérida. Am 18. Mai traf die Vorhut, ohne auf Widerstand zu stoßen in Mérida ein; Bolívar mit der Nachhut am 23. Hier ließ er sich den Titel Befreier (Libertador) verleihen. Hier konnte Bolívar sein Heer auf 1.000 Mann erweitern. Eine Kommission des neugrenadiner Kongresses erreichte Bolívar nicht mehr rechtzeitig, um sein eigenmächtiges Handeln zu unterbinden.
Correa hatte sich mit 300 Mann nach Betijoque am Maracaibosee zurückgezogen und wartete dort auf Verstärkungen aus Carache. In der Provinz Trujillo standen 150 Mann in der Provinzhauptstadt und 160 in Niquitao. Diese gehörten zu den in Barinas stationierten Truppen. Hier befehligte Fregattenkapitän Antonio Tiscar rund 2.500 Soldaten und liebäugelte mit einem Einfall in Neugranada.
Da Bolívar nicht über genügend Soldaten verfügte, beschloss er, zuerst die Bereiche der Mérida-Anden, die nördlich von ihm lagen zu befreien und anschließend zurück nach Barinas zu marschieren. Der direkte Weg von Mérida nach Barinas führte durch die enge Schlucht von Callejones, was ihm zu schwierig und zu unsicher erschien. Hinzu kam, dass er mit weiteren Verstärkungen auf dem Weg rechnen konnte.
Am 26. Mai brach die Vorhut unter Giradot auf, um die 400 Mann Verstärkungen aus Carache zu stellen. Zwei Abteilungen unter Luciano D'Elhuyar und Hermogenes Maza sollten Correa vom Südufer des Maracaibosees vertreiben. Am 3. Juni, nach einem Marsch auf die über 4.000 Meter hohen Berge, vereinigten sich die beiden Abteilungen und schlugen Eine 50 Mann starke Abteilung von Correa bei Escuque, rund 25 km WSW Trujillo. Wohl noch am selben Tag erreichten die Republikaner Correa in Ponemesa, etwa 5 Kilometer weiter westlich und zersprengten dessen 418 Soldaten. Mit höchstens noch 100 Mann, trat Correa daraufhin den endgültigen Rückzug an.
Giradot führte den Rest seiner insgesamt 488 Mann starken Vorhut nach Trujillo, wo er Maza und D'Elhuyar am 10. Juni traf. Bolívar kam am 14. in Trujillo an und widmete sich der politischen Organisation der Provinz. Hier erließ er am 15. Juni das bekannte „Dekret von Krieg bis zum Tod“.
Giradot stellte den aus San Carlos zur Unterstützung von Correa gekommenen Manuel Cañas bei den Höhen von Agua Opispos nördlich von Carache, etwa 45 km NNE Trujillo, am 19. Juni und attackierte die 460 Spanier. Diese konnten trotz Geländevorteil dem Ansturm nicht standhalten. Über 20 Kilometer verfolgte Giradot die geschlagenen Royalisten, die vollständig aufgelöst wurden. Bei nur geringen eigenen Verlusten, machte er hundert Gefangene und erbeutete Waffen, Pferde und Ausrüstung. Anschließend kehrte die Vorhut nach Trujillo zu Bolívar zurück.

## Barinas
Im Glauben, die Patrioten würden ihren Marsch nach Norden fortsetzen, beauftragte Tiscar José Martí mit 800 Mann von Barinas aus in die Anden aufzubrechen, um Bolívar zu jagen. José Felix Ribas, der in Mérida mit der Nachhut zurückgeblieben war, erhielt den Befehl von Bolívar diesem nachzurücken. Ribas marschierte direkt nach Nordosten auf Bocono, wohin ihn Bolívar befohlen hatte. Auch die Vorhut marschierte über Bocono, um nach Guanare am Rand der Mérida-Anden zu gelangen. Die Vorhut war am 27. Juni in Bocono, Ribas kam am 30. an. In Bocono traf Ribas auf Rafael Urdaneta, der mit 50 Mann Ausrüstung für die Vorhut transportierte. Als er von dem hinter ihm marschierenden Martí erfuhr, ließ Ribas kehrtmachen und griff die Spanier mit seinen 350 Soldaten am 2. Juli bei Niquitao an. Die Spanier befanden sich zum Zeitpunkt des Angriffs bei La Vega, knapp 10 Kilometer südwestlich von Niquitao, nahe dem Örtchen Las Mesitas. Trotz seiner numerischen Unterlegenheit, gelang es Ribas die Spanier in einem, sich über acht Stunden hinziehenden, Gefecht zurückzudrängen und deren Formation auszudünnen. Nun entsandte er seine Kavallerie in den Rücken der Royalisten. 455 Spanier ergaben sich daraufhin, von denen Ribas 150 zwangsrekrutierte. Er erbeutete auch Waffen und Munition.
Bolívar, der nicht wusste, was sich hinter ihm abspielte, rückte schnell nach Guanare vor. Seine Erkundungsabteilung unter José de la Cruz Carillo überraschte am Übergang über den Rio Guanare am 1. Juli eine 100 Reiter umfassende Truppe von Tiscar und nahm die Royalisten gefangen. Am folgenden Tag führte Giradot die Vorhut heran. In dieser Nacht erfuhr Bolivar vom Erfolg von Ribas. In drei Tagen marschierte die Vorhut, entlang dem Rand der Anden, nach Barinas. Erst an diesem 5. Juli erfuhr Tiscar von der Niederlage von Martí und ließ in der Nacht Barinas räumen. Die Republikaner übernahmen die von den Spaniern zurückgelassene Ausrüstung sowie Waffen. Am folgenden Tag beauftragte Bolívar Giradot mit der Verfolgung der Richtung Osten fliehenden Spanier. Die dreitägige Verfolgung erstreckte sich über mehr als 100 Kilometer nach Südosten an den Rio Apure und endete mit der heillosen Flucht der spanischen Truppen unter Zurücklassung eines Teils ihrer Waffen. Bolívar errichtete derweil politische Strukturen für die Provinz Barinas und warb Freiwillige für die Fortsetzung des Feldzugs.

## Die Nachhut
Der Gouverneur Pedro Gonzáles de Fuentes hatte die Reste von Cañas eingesammelt und mit eigenen Kräften zu einer Truppe von 500 Soldaten erweitert. Bolívar, der befürchtete, dass Fuentes von El Tocuyo nach Guanare marschieren konnte, um ihm den Weg nach Norden zu verlegen, befahl Ribas am 9. Juli diese Truppen zu stellen und anzugreifen. Am 17. schickte Bolívar Ribas nach Araure und verbot ihm ausdrücklich nach Norden, auf Barquisimeto zu marschieren, da er dort überlegene spanische Streitkräfte vermutete.
In Araure, am Rand der Anden, befanden sich 300 Spanier unter Francisco Oberto, die Ribas ohne Gefahr besiegen konnte. Daher erhielt er den Auftrag, nach Osten abzubiegen, um dorthin zu marschieren. Anschließend sollte Ribas zu den Truppen von Giradot und Urdaneta stoßen, die aus Barinas im Anmarsch waren. Die Orte entlang der Anden, allem voran Barinas, hatten Bolívar Truppen gestellt, so dass Urdaneta mit einem eigenen Heereskörper operieren konnte.
Ribas traf am 18. Juli in El Tocuyo ein, aber er konnte Fuentes nicht mehr erreichen. Am 20. brach er gegen den Befehl von Bolívar Richtung Barquisimeto auf. Hierher hatte sich Oberto zurückgezogen, als sich die Truppen von Giradot und Urdaneta von Barinas auf Araure zubewegten. Mit Verstärkungen aus Coro, vereinigten sich Fuentes und Oberto unter dem Befehl des letzteren. Die Truppe umfasste 800 Infanteristen, über 100 Reiter und vier 6-Pfünder. Ribas verfügte über weniger als 500 Infanteristen und 80 Reiter. Bei Los Horcones, etwa 35 Kilometer südwestlich von Barquisimeto, griff Ribas die Spanier am 22. Juli an. Zweimal scheiterte er, aber im dritten Versuch gelang es ihm die Kampflinie der Königstreuen aufzubrechen. Damit war der Kampf entschieden und Ribas selbst übernahm die Verfolgung der Fliehenden. Offenbar blieb noch Zeit, am selben Tag Barquisimeto zu befreien und Kriegsgefangene zu rekrutieren.

## Das Finale
Derweil war Rafael Urdaneta mit 100 Infanteristen und 50 Reitern in Araure angekommen und machte sich am 21. Juli auf die Suche nach Ribas. Am 23. erfuhr er von Ribas' Sieg und kehrte nach Araure zurück, um Giradot und Bolívar zu erwarten. Letzterer kam am 24. in Araure an und am 26., in der Nacht traf auch die Vorhut ein. Am 25. schickte Bolívar Urdaneta ins östlich gelegene San Carlos und die Vorhut folgte am 27. Hier hatten die Spanier unter Julian Izquierdo 1.200 Soldaten stationiert. In Kenntnis der Niederlage von Oberto und der Annäherung der Patrioten, gab Izquierdo San Carlos auf und zog sich Richtung Norden, auf Valencia zu, zurück. Auf dem Weg erreichte ihn der Befehl von Generalkapitän Monteverde, nach San Carlos zurückzukehren. Anstatt den Befehl zu befolgen, blieb Izquierdo auf halbem Weg in Tinaquillo bewegungslos, um Monteverde mit Verstärkungen aus Caracas zu erwarten.
Am Abend des 29. Juli erfuhr Bolívar von Aufenthaltsort von Izquierdo und wusste, dass er auf Verstärkungen wartete. Gegen Mitternacht rückte er mit den Heereskörpern von Urdaneta und Giradot vor, um zu verhindern, dass Izquierdos Streitmacht weiter anwuchs. Am Morgen des 31. Juli traf Bolívar auf die Spanier, die sich vor den mittlerweile knapp 1.500 Patrioten auf die Anhöhen in der Savanne von Taguanes zurückzogen. Das Schlachtfeld liegt knapp 10 km NE Tinaqillo und ca. 35 km SW Valencia.
Urdaneta erreichte mit der Kavallerie und zwei Kompanien Jägern zuerst das Schlachtfeld. Die Spanier nutzten die Anhöhen nicht zur Verteidigung ihrer Position und hatten dort nur eine Erkundungsvorhut, die Urdaneta überraschte und gefangen nahm. Die Vorausabteilung beschäftigte die Spanier, während die restlichen Truppen auf dem Schlachtfeld eintrafen. Bolivar schickte Giradot ins Zentrum für den Angriff, während die Kavallerie die rechte Flanke der Spanier attackierte. Izquierdo ließ seine Soldaten in geschlossener Formation den Rückzug antreten. Dieses Rückzugsgefecht zog sich über sechs Stunden hin, bis Bolívar 200 Infanteristen mit Pferden ausrüstete und die Royalisten abgesessen von hinten zu attackieren. Mit diesem Schachzug entschied Bolívar die Schlacht und die Spanier ergaben sich. Izquierdo wurde verwundet und erlag seinen Verletzungen. Keiner der Spanier entkam.
Monteverde, der sich mit den Verstärkungen näherte, wurde von dem einzigen Offizier der sich rechtzeitig absetzte, gewarnt und zog sich nach Valencia zurück.

## Nachgang
Obwohl Monteverde in Valencia noch über 400 Infanteristen, 500 Kavalleristen und 30 Kanonen verfügte, geriet er in Panik und floh in der Nacht des 1. August mit den Truppen nach Puerto Cabello. Dafür war auch die angeschlagene Moral seiner Soldaten verantwortlich. Offenbar desertierte ein Teil der Truppen in Valencia und auf dem Weg nach Puerto Cabello. Außerdem ließ er beträchtliche Teile seiner Kriegsausrüstung zurück.
Bolivar beließ einen Teil seiner Nachhut in San Carlos bei Ribas, der offenbar nicht an der Schlacht teilgenommen hatte, obwohl er rechtzeitig eingetroffen war. Bolívar erreichte Valencia am 2. August und schickte Giradot mit einer Abteilung, um Monteverde zu stellen. Dieser hatte jedoch genügend Vorsprung und marschierte hinreichend schnell, dass Giradot ihn nicht mehr einholen konnte.
Auch in Caracas brach der Widerstand in sich zusammen, als dort die Niederlage von Izquierdo und der Anmarsch der Truppen Bolívars bekannt wurde. Die dortigen spanischen Truppen lösten sich auf und deren Mitglieder flohen. Als Bolívar am 7. August eintraf, wurde er von der Bevölkerung pompös gefeiert. Damit begann die Zweite Republik Venezuela.